# La Télé sur le divan
 (octobre 2012).
Si vous disposez d'ouvrages ou d'articles de référence ou si vous connaissez des sites web de qualité traitant du thème abordé ici, merci de compléter l'article en donnant les références utiles à sa vérifiabilité et en les liant à la section « Notes et références ».
La Télé sur le divan est une émission de télévision québécoise diffusée sur la Télévision de Radio-Canada du 14 septembre 2012 au 29 mars 2013. Elle est animée par Gildor Roy et par la psychologue Rose-Marie Charest et ne dure qu'une saison.  